# 劉永 (演員)
劉永（英語：Antony Lau，1951年1月13日—），原名劉添爵，是1970年代香港邵氏兄弟男演員。其契爺是香港已故電影導演羅維和李翰祥（已上契）。劉曾出演1976年電影《乾隆皇帝奇遇記》中的「乾隆」以及1986年亞洲電視的電視劇《秦始皇》中的「嬴政」。

## 背景

### 早年生活
劉永的父親是海員，來到香港生活前是中國內地一所輪船公司的老闆兼地區首富。母親為劉永父親的中學同學兼香港著名甘草演員黎雯。他於香港出生，有五姊一弟。其中二姊劉筱玲是保良局蔡繼有學校總校長。劉早年於九龍城聯合道香港華人基督教聯會九龍墳場對面的侯王廟新村木屋區長大，時常到位於木屋區後面、白鶴山山腳聯合道6259號地段的國家片場（現為賈炳達道公園）與七小福玩耍。又會到墳場領取吉儀作為零用錢之用。由於劉永母親不想兒子只顧嬉戲而無人管束，所以他在小學階段曾就讀三所學校。每天分別在福德學校入讀上午校，下午到聖保祿詠思英文學校（小學部）上學，後到培正英文夜校（小學部）念書。升上鄧鏡波學校後，他無心向學，讀書成績較差。多花時間在參與校內籃球及足球活動方面。在學期間在校內教授日本天一流正體術（柔術）。而自己會在外學習剛柔流三段。當認識李小龍後更與林正英在李的舊居轉學自由搏擊功夫。劉永加入娛樂圈後曾與前藝人李道洪一同到鄧鏡波學校教授自由搏擊。

### 銀色旅途
在十七歲，即1968年中學畢業後，劉跟其契爺羅維拍攝電影，當他的副導演及場記。也當過謝賢的動作場面替身。再於1970年留意到報紙廣告中有關嘉禾電影招收演員的啟示，於是向母親隱暪自己用自行創作的藝名「劉永」報考面試；結果母親准許他去嘗試於影圈發展。他便在1970年8月與苗可秀等合共三個女生與嘉禾簽下六年基本演員合約。劉永本身喜歡學武，學過六合八法拳，參演過李小龍《唐山大兄》、《猛龍過江》等作品。同期在黃家達的「香港忍者恒健練武館」擔任總教練。劉與李小龍結緣於《唐山大兄》；他們其實識於微時。李拍攝電影之際欣賞劉的功夫底子，所以向他教授截拳道。而《唐山大兄》是劉永參演的首部電影作品。劉永後來於1975年在一次午夜場電影放映時認識方逸華，因而獲對方羅致到邵氏，翌年在邵逸夫欽點參演與李翰祥執導下，在《乾隆皇帝奇遇記》中扮演乾隆而大受歡迎，隨即主演多部乾隆皇帝系列電影。工餘時會跟李翰祥學習剪片技術。
劉永及後於1984年加入亞洲電視，首部參演之劇集為《武則天》。當年無綫電視邀請他加盟。但邱德根得知劉參與的電影在台灣禁播，遂親自找他加入亞洲電視。劉在1986年於重頭劇《秦始皇》飾演男主角嬴政而聲名大噪。他多數都是在亞視演出，甚少在無綫電視亮相。由於參演過中國大陸製作的電影，在台灣被定為「附匪藝人」，他所演出的劇集在1990年代初期曾被行政院新聞局禁播。嚴重傷害前妻戴良純一事都使其參演之影片都受到台灣的禁制。另一方面，鑑於香港及台灣兩地沒有引渡條例，劉於上訴前潛逃返港，此後十年內沒有踏足當地受到法律制裁。劉永入行以來得到兩次台灣金馬獎提名。第一次是於1981年憑《大湖英烈》獲得「最佳男主角」提名；第二次是於2011年因電影《復仇者之死》入圍金馬獎最佳男配角。2017年9月出席電影首映禮時表示將來會多返港工作，以賺錢供兒子升學。同年成立其「劉永工作室」，現時主要遊走於香港及中國大陸，在幕後任製片和參與幕前演出。

## 惹上官非
劉永在1977年因貪玩身藏彈弓刀，遭警員查獲，被九龍裁判署法官判處罰款二千港元。1979年再惹上官非，被指控與三名人士於清水灣邵氏片場宿舍內恐嚇林姓男子簽署四張支票欠單，不過法庭撤銷控罪。1983年又被控與徐姓男子在深水埗毆傷蔡姓男子。

## 個人生活
劉永在電影界發展初期曾與恬妞和文雪兒拍拖。他為人熟悉的是他的兩段婚姻。第一任妻子為台灣藝人戴良純，第二任妻子為首屆亞洲小姐冠軍黎燕珊，兩人育有一子一女。兩段婚姻都是以離婚告終。有媒體指離婚原因是家暴，蓋因1984年劉永因用刀殺傷前妻戴良純，並令她差點毀容而觸犯《中華民國刑法》，被以「殺人未遂罪」起訴且被台北地方法院判處兩年半有期徒刑。事件最後以賠償新台幣600萬元和解。而第二任妻子黎燕珊於2000年更向香港法院申請禁制令，阻止劉永接觸一雙年幼的子女。2004年完成分居過程正式離婚。劉永其後在2007年娶了比他年輕三十歲的內地女子黃麗燕，兩人育有兩名兒子，但最終在2019年基於年齡差距出現代溝，引致離婚收場。他亦由中山市搬回香港定居。
1985年，劉永離開夜總會時被十名男子打至一條胸肋骨折斷，五條有裂痕。左眼眉骨爆裂，需要縫合九針，眼部微細血管受損，視線模糊不清。留醫一個月出院。

## 演出

### 電影
| 年 份  | 片 名                          | 角 色         | 合 作                          |
| 1971年 | 唐山大兄                       | 沙小春        | 李小龍、衣依、苗可秀           |
| 1971年 | 鬼流星                         |               | 苗可秀、謝賢                   |
| 1972年 | 精武門                         | 精武門弟子    | 李小龍、苗可秀                 |
| 1972年 | 猛龍過江                       | 阿洪(Tony)    | 李小龍、苗可秀                 |
| 1973年 | 馬路小英雄                     | 鄧希烈        | 上官靈鳳、許冠傑               |
| 1973年 | 龍爭虎鬥                       | 參賽選手      | 李小龍、鍾玲玲                 |
| 1973年 | 黑夜怪客                       |               | 柯俊雄、苗可秀                 |
| 1973年 | 河南别曲                       |               | 李超俊、陳飛龍                 |
| 1973年 | 李小龍的生與死                 |               | 李小龍                         |
| 1973年 | 雙拳道 (又名:廣東譚三)         | 鄭明          | 湯錦棠                         |
| 1974年 | 綽頭狀元                       |               | 許冠傑、苗可秀                 |
| 1974年 | 十八陣                         |               |                                |
| 1974年 | 慾潮 (又名:牡丹花下)           |               | 夏厚蘭                         |
| 1974年 | 七省拳王                       |               | 陶敏明、洪金寶                 |
| 1975年 | 鬼馬仙杜拉偷搶騙               |               | 仙杜拉、夏厚蘭                 |
| 1975年 | 酒吧女郎                       |               | 胡燕妮                         |
| 1975年 | 醒目雙星香港淘金記             |               | 何守信、宗華                   |
| 1975年 | 驅魔女                         |               | 李影、盧國雄                   |
| 1975年 | 盲女奇緣                       |               | 甄珍、向華強                   |
| 1976年 | 少林寺                         |               | 傅聲、狄龍                     |
| 1976年 | 江湖子弟                       |               | 胡錦、李麗麗                   |
| 1976年 | 飛龍斬                         | 鐵二郎        | 羅烈、燕南希                   |
| 1976年 | 北少林                         |               | 衣依、卜千軍                   |
| 1976年 | 乾隆皇奇遇記                   | 乾隆帝        | 李昆、姜南                     |
| 1977年 | 乾隆下江南                     | 乾隆帝        | 李昆、姜南                     |
| 1977年 | 絕不低頭                       | 羅烈          | 宗華、苗可秀                   |
| 1977年 | 明月刀雪夜殲仇                 |               | 狄龍、爾冬陞                   |
| 1977年 | 海軍突擊隊                     | 安其邦        | 戚冠軍、姜大衛、傅聲、狄龍     |
| 1977年 | 俏探女嬌娃                     |               | 燕南希、邵音音                 |
| 1978年 | 乾隆下揚州                     | 乾隆帝        | 李昆、姜南                     |
| 1978年 | 蝙蝠傳奇                       | 原隨風        | 狄龍、爾冬陞                   |
| 1978年 | 蕭十一郎                       | 連城壁        | 狄龍、文雪兒                   |
| 1978年 | 色慾殺人王                     |               | 陳萍、陳維英                   |
| 1978年 | 陸小鳳傳奇之繡花大盜           | 陸小鳳        | 徐少強、岳華                   |
| 1979年 | 差人大佬搏命仔 (又名:龍兄虎弟) | 志剛          | 李修賢、南紅                   |
| 1979年 | 八萬罪人                       |               | 潘冰嫦                         |
| 1979年 | 乾隆皇與三姑娘                 | 乾隆帝        | 李昆、姜南                     |
| 1980年 | 大湖英烈                       | 羅福星        | 嘉凌                           |
| 1980年 | 玉釵盟                         |               | 妞妞、白鷹                     |
| 1980年 | 徐老虎與白寡婦                 | 徐老虎        | 恬妮、白彪、惠英紅             |
| 1980年 | 插翅難飛                       |               | 狄龍、白彪                     |
| 1981年 | 千門八將                       | 陳繼千        | 羅烈、陳觀泰                   |
| 1981年 | 魔劍俠情                       | 呂鳳先        | 狄龍、傅聲、爾冬陞             |
| 1981年 | 陸小鳳之決戰前後               | 陸小鳳        | 岳華、白彪                     |
| 1981年 | 血鸚鵡                         |               | 白彪、顧冠忠                   |
| 1982年 | 乾隆皇君臣鬥智                 | 乾隆帝        | 李昆、姜南                     |
| 1982年 | 人皮燈籠                       |               | 陳觀泰、羅烈                   |
| 1982年 | 浣花洗劍                       |               | 黃杏秀、顧冠忠                 |
| 1982年 | 武松                           | 西門慶        | 狄龍、汪萍、谷峰               |
| 1982年 | 青春1000日                     | 劉啟明醫生    | 陳佩茜、戴良純                 |
| 1982年 | 血旗變                         |               | 井莉、徐少強                   |
| 1982年 | 三十年細說從頭                 |               | 戴良純、李殿馨、谷峰           |
| 1983年 | 天蠶變                         | 傅玉書        | 徐少強、萬梓良                 |
| 1983年 | 清宮啟示錄                     | 雍正          | 劉雪華、莫少聰、徐少強         |
| 1983年 | 妖魂                           |               | 莫少聰、翁靜晶                 |
| 1983年 | 封神劫                         |               | 劉雪華、龍天翔                 |
| 1984年 | 布衣神相                       | 李布衣        | 徐少強、萬梓良                 |
| 1984年 | 錦衣衛                         |               | 梁家仁、胡冠珍                 |
| 1984年 | 風流冤鬼                       |               | 錢慧儀、鄺美寶                 |
| 1984年 | 鬼馬神偷                       |               | 梁家仁、梁韻蕊                 |
| 1994年 | 情人的情人                     | 林兆雄        | 梁家輝、郎雄                   |
| 1995年 | 狂情殺手                       | 劉文龍        | 張敏、任達華                   |
| 1995年 | 邊城皇帝                       |               | 王小鳳、狄威                   |
| 1996年 | 運財五福星                     |               | 洪金寶、馮淬帆、曾志偉         |
| 1999年 | 三國演義之諸葛孔明             | 諸葛亮        | 柯俊雄、谷峰、劉家輝           |
| 1999年 | 一代梟雄-曹操                  |               | 柯俊雄、劉家輝、谷峰           |
| 2000年 | 女男爵                         | 黃金鱷/女男爵 | 錢嘉樂、黃秋生                 |
| 2001年 | 幽靈人間                       | 高佬曾        | 陳奕迅、舒淇                   |
| 2005年 | 我亞媽發仔瘟                   |               | 薛家燕、孔慶祥                 |
| 2007年 | 武僧                           |               | 樊少皇                         |
| 2007年 | 新忠烈圖                       |               | 吳奇隆、黃奕                   |
| 2009年 | 泰山功夫                       |               | 吳樾、鄭佩佩                   |
| 2010年 | 復仇者之死                     | 杜學順        | 麥浚龍、蒼井空                 |
| 2010年 | 功夫傳:霍元甲                  |               |                                |
| 2010年 | 精舞門2                        | 云文俊        | 陳柏霖、謝天華                 |
| 2012年 | 光輝歲月                       | 義士          | 黃日華、莫少聰                 |
| 2013年 | 金剛王                         |               | 行宇、張雅玫                   |
| 2013年 | 逃出生天                       | 陳總          | 劉青雲、古天樂、李心潔         |
| 2017年 | Mrs K                          | 馬騮          | 惠英紅、任達華、伍佰           |
| 2019年 | 非分熟女                       | 平哥          | 蔡卓妍、吳慷仁                 |
| 2019年 | 再見了！小Q                    | 酒吧老闆      | 任達華、楊采妮、梁詠琪、郭晉安 |
| 2021年 | 錦衣衛之日炎刀(CCTV-6電影)     | 魏忠贤        |                                |

### 電視劇（亞洲電視）
| 年 份  | 劇 名      | 角 色      |
| 1984年 | 武則天     | 明崇儼     |
| 1986年 | 秦始皇     | 嬴政       |
| 1987年 | 成吉思汗   | 鐵木真     |
| 1988年 | 黑夜       | 鐘銘恩     |
| 1990年 | 血染紫禁城 | 恭親王奕訢 |
| 1997年 | 97變色龍   | 何銘希     |
| 1999年 | 海瑞鬥嚴嵩 | 嚴嵩       |
| 2002年 | 法內情2002 | Jacky Yan  |
| 2010年 | 勝者為王   | 林祖       |

### 電視劇（香港電台）
| 年 份  | 劇 名                                       | 角 色  |
| 1985年 | 香江歲月（第十六集） （页面存档备份，存于） | 馬子遙 |
| 1991年 | 裁決：索償                                  | 阿培   |
| 1992年 | 屋簷下：離合的抉擇 （页面存档备份，存于）   | 阿文   |

### 電視劇（中國）
| 年 份  | 劇 名                | 角 色    |
| 2010年 | 新流星蝴蝶劍         | 萬鵬王   |
| 2011年 | 傾世皇妃             | 馬殷     |
| 2014年 | 衛子夫               | 劉安     |
| 2014年 | 鹿鼎記               | 多隆     |
| 2015年 | 多情江山             | 濟爾哈朗 |
| 2015年 | 我的老千生涯         | 叢哥     |
| 2021年 | 武当一剑(2017年拍攝) | 东方曉   |
| 待播   | 峨眉风云(2016年拍攝) |          |

## 節目嘉賓
- 1984年：婦女新姿

## 奖项提名
- 1981年：第18屆金馬獎《大湖英烈》「最佳男主角」提名
- 2011年：第48屆金马奖《复仇者之死》「最佳男配角」提名

## 外部連結
- 劉永的新浪微博
- 劉永的Facebook專頁
- 劉永在香港影庫上的簡介